# قائمة نزاعات جامعة الدول العربية
جامعة الدول العربية، منذ تأسيسها عام 1945، قامت بتعليق عضوية دول وممارسة تأثير دبلوماسي في عدد من النزاعات العربية. تُستعرض أدناه أبرز الأحداث مع ذكر المصادر المعتمدة.

### النزاعات وإجراءات الجامعة:

#### 1. تعليق عضوية دول
- مصر (1979–1989): تمّ تعليق عضوية مصر بعد توقيعها اتفاقية السلام مع إسرائيل، وانتقل مقر الجامعة إلى تونس. عادت مصر في 1989، واستؤنف عمل الجامعة من القاهرة. تعليقات مؤقتة
- ليبيا (2011): بعد اندلاع الاحتجاجات ضد القذافي، جُمدت عضوية ليبيا، قبل أن يُعترف بالمجلس الوطني الانتقالي ممثّلًا شرعيًا في أغسطس تعليقات مؤقتة.
- سوريا (2011 – May 2023): قررت الجامعة في 12 نوفمبر 2011 تعليق مشاركة وفود الحكومة السورية في أنشطة الجامعة، ضمن الموقف من قمع الاحتجاجات. ولم تُفعّل آليات الفصل، بل حُدّد التعليق فقط.[2] وفي مايو 2023، وافقت الجامعة رسميًا على عودة سوريا إلى مقعدها والمشاركة في أنشطتها بقرار من وزراء الخارجية.[3]